# Лук'яненко Євген Юрійович
Євгеній Юрійович Лук'яненко (рос. Евгений Юрьевич Лукьяненко, 23 січня 1985) — російський легкоатлет, олімпійський медаліст.

## Виступи на Олімпіадах
| Олімпіада  | Дисципліна         | Місце |
| ---------- | ------------------ | ----- |
| Пекін 2008 | стрибки з жердиною | 2     |